# Слотняк ефіопський
Слотняк ефіопський (Phoeniculus somaliensis) — вид птахів родини слотнякових (Phoeniculidae).

## Поширення
Вид поширений в Східній Африці (Джибуті, Еритрея, Ефіопія, крайня північ Кенії, Сомалі, південь Судану і схід Південного Судану). Трапляється у лісах, рідколіссях, саванах. Обов'язковою умовою проживання є високі дерева для гніздування та нічного притулку.

## Опис
Зовні схожий на слотняка пурпурового (Phoeniculus purpureus), але не має зеленкуватого блиску на голові та шиї і дзьоб чорний, а не червоний, хоча іноді буває червонуватий відтінок в основі дзьоба.

## Спосіб життя
Трапляються невеликими групами до 10 птахів. Живляться комахами та іншими членистоногими. Гнізда облаштовують у дуплах високих дерев.